# Defensa de los almacenes Sihang
La Defensa de los Almacenes Sihang (en chino tradicional, 四行倉庫; en chino simplificado, 四行仓库; pinyin, Sìháng Cāngkù) tuvo lugar en el distrito de Zhabei, en Shanghái, del 26 de octubre al 1 de noviembre de 1937, como etapa final de la batalla de Shanghái en la fase inicial de la segunda guerra sino-japonesa.
Los defensores del almacén, que llegaron a conocerse en China como los Ochocientos Héroes (en chino tradicional, 八百壯士; en chino simplificado, 八百壮士; pinyin, Bābǎi Zhùangshì), repelieron numerosos ataques del Ejército Imperial Japonés y cubrieron la retirada del Ejército Revolucionario Nacional Chino durante la batalla de Shanghái. 
La exitosa defensa de los almacenes fue un consuelo moral para el ejército chino, y el pueblo en general, los cuales estaban muy afectados por la invasión japonesa a Shanghái. La posición estratégica de los almacenes, justo en la ribera del río Suzhou frente al área de concesiones extranjeras en Shanghái, significó que la batalla tuviese lugar en una zona de gran interés para las potencias occidentales. La comunidad internacional apoyó, aunque de manera tenue, la petición de Chiang Kai-shek para que se rechazara mundialmente la agresión japonesa a China.
Los almacenes están ubicados en un edificio de concreto del distrito de Zhabei en el distrito norte de Suzhou Creek, costado noreste del puente New Lese (actualmente puente al Tíbet). Construido en cuatro bloques de edificios  —de allí su nombre Sihang (literalmente, Cuatro Bloques)— en 1931, se sitúan sobre un lote de 1,200 m² y un área total de 20,700 m², 64 m de ancho por 54 m de largo y 25 m de alto, lo que lo convierte en uno de los edificios más grandes del área.

## Antecedentes

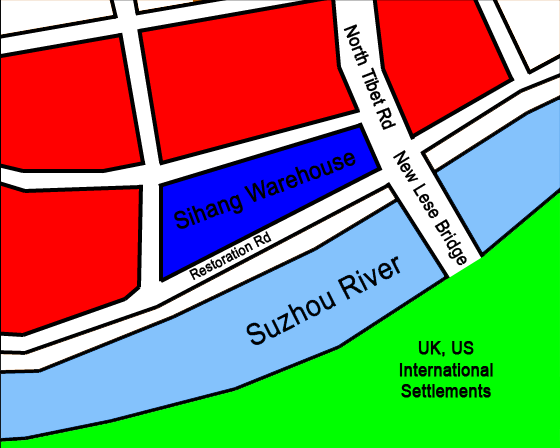
Mapa del área que rodeaba los almacenes. En azul, la guarnición de las tropas de la Armada Nacional Revolucionaria. En rojo, la zona controlada por las tropas de la Armada Imperial Japonesa. En verde, las concesiones extranjeras.

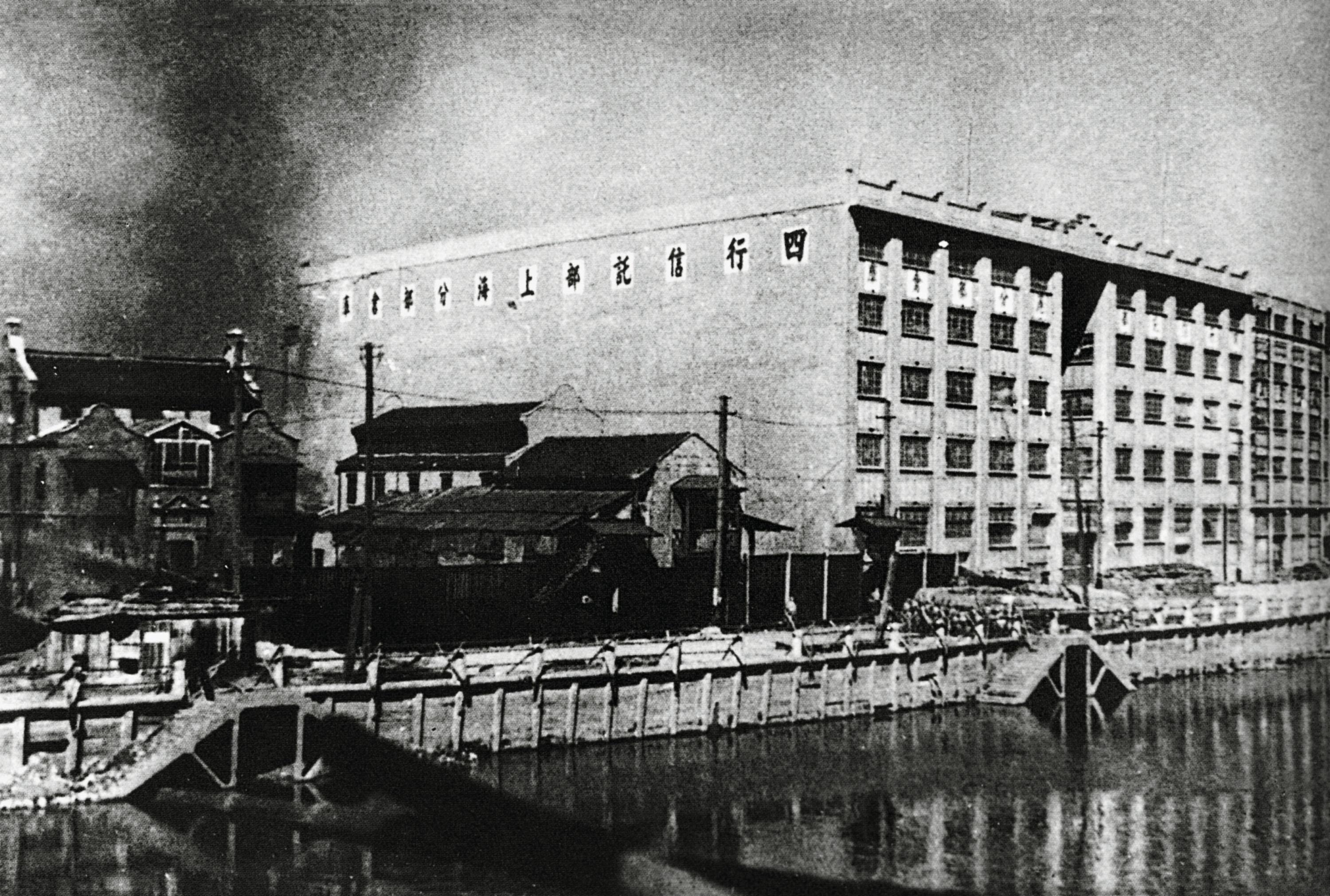
El almacén de Sihang durante la defensa. Nótese los caracteres chinos negros pintados en la pared oeste.

El incidente del puente Marco Polo fue usado como pretexto para que el Imperio Japonés lanzara una ofensiva invasora contra la República de China el 7 de julio de 1937. Debido a que el flanco de ataque japonés se desplazaba desde el norte, los enfrentamientos entre las fuerzas chinas y japonesas se iniciaron en Shanghái el 13 de agosto. 
Las fuerzas chinas permanecieron firmes en Shanghái no obstante los problemas logísticos, su menor entrenamiento militar y la falta de soporte tanto aéreo como de artillería. Aunque la mayor parte de la ciudad había sido destruida, las tropas japonesas cuidaban de no atacar las concesiones extranjeras con lo que garantizaban un desinterés de las potencias occidentales en el conflicto.
El 26 de octubre de 1937, la resistencia china en el distrito de Zhabei desfallecía. El Generalísimo Chiang Kai-shek requería replegar todas las fuerzas en el área para defender la región rural del este de Shanghái, y ordenó a Gu Zhutong, como comandante de la Tercera división, que mantuviese la 88.ª División en la retaguardia para poder ganar tiempo y demostrar a las otras naciones pertenecientes al tratado de las nueve potencias la determinación de China para resistir la agresión japonesa. Gu fue personalmente asignado a la 88.ª División. Sin embargo, antes de desplazarse, envió un telegrama a Sun Yuanliang, quien vehementemente se opuso a este plan y envió a Zhang Boting (张柏亭) al cuartel de Gu para proponer ciertas alternativas.
Ni Gu, Sun o Zhang iban a desobedecer a Chiang, pero Sun (a través de Zhang) sugirió a Gu que un número de tropas deberían apostarse para proteger la retirada. En sus propias palabras, "Cuanta gente nosotros sacrifiquemos no hará la diferencia; de todos modos se alcanzaría el mismo objetivo."  La propuesta era entonces que solo un regimiento de la división defendiera uno o dos posiciones fortificada, y Gu aprobó el plan. Zhang volvió al cuartel de la 88.ª división en los almacenes Sihang. Allí en el cuartel, Sun decide que aún un regimiento completo podría ser un terrible desperdicio de vidas y opta por movilizar un pequeño batallón. Xie Jinyuan, un comandante relativamente nuevo de la 88.ª División, se ofrece como voluntario para dirigir este grupo.
A las 10 p. m. del 26 de octubre, el Regimiento 524, desplegado en la estación norte de ferrocarril en Shanghái, recibe órdenes de replegarse al cuartel de la división en los almacenes Sihang. El comandante de la primera división Yang Ruifu se mostró reticente al abandonar una posición que había defendido por más de dos meses, pero aceptó debido a las órdenes de Sun para defender los almacenes Sihang.

## Galería

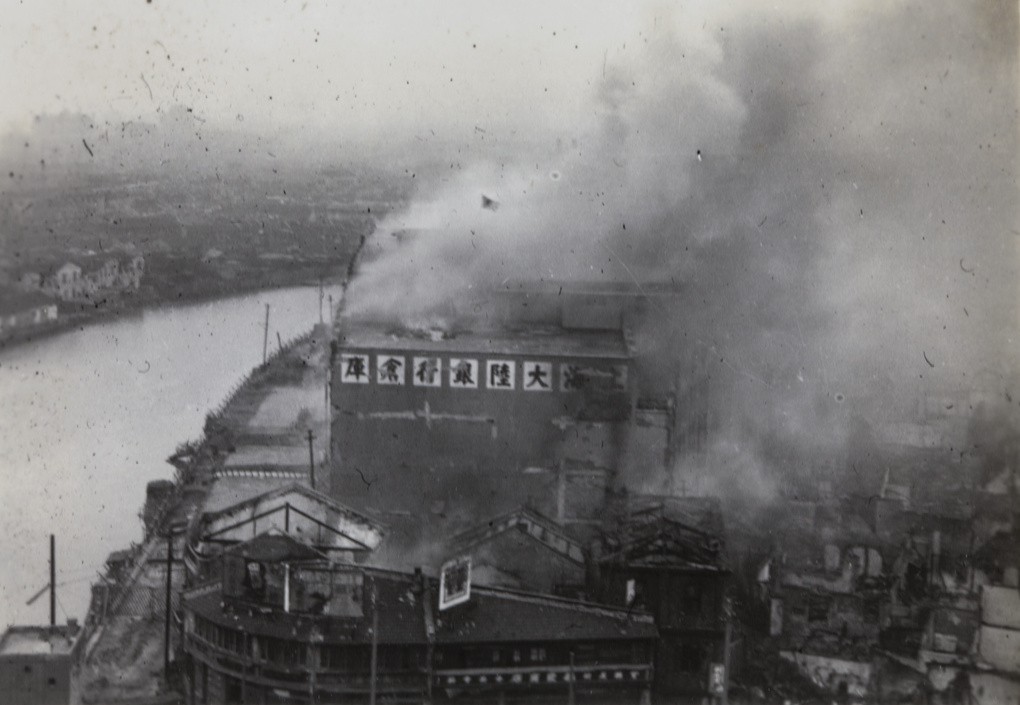
El almacén ardiendo durante la batalla.
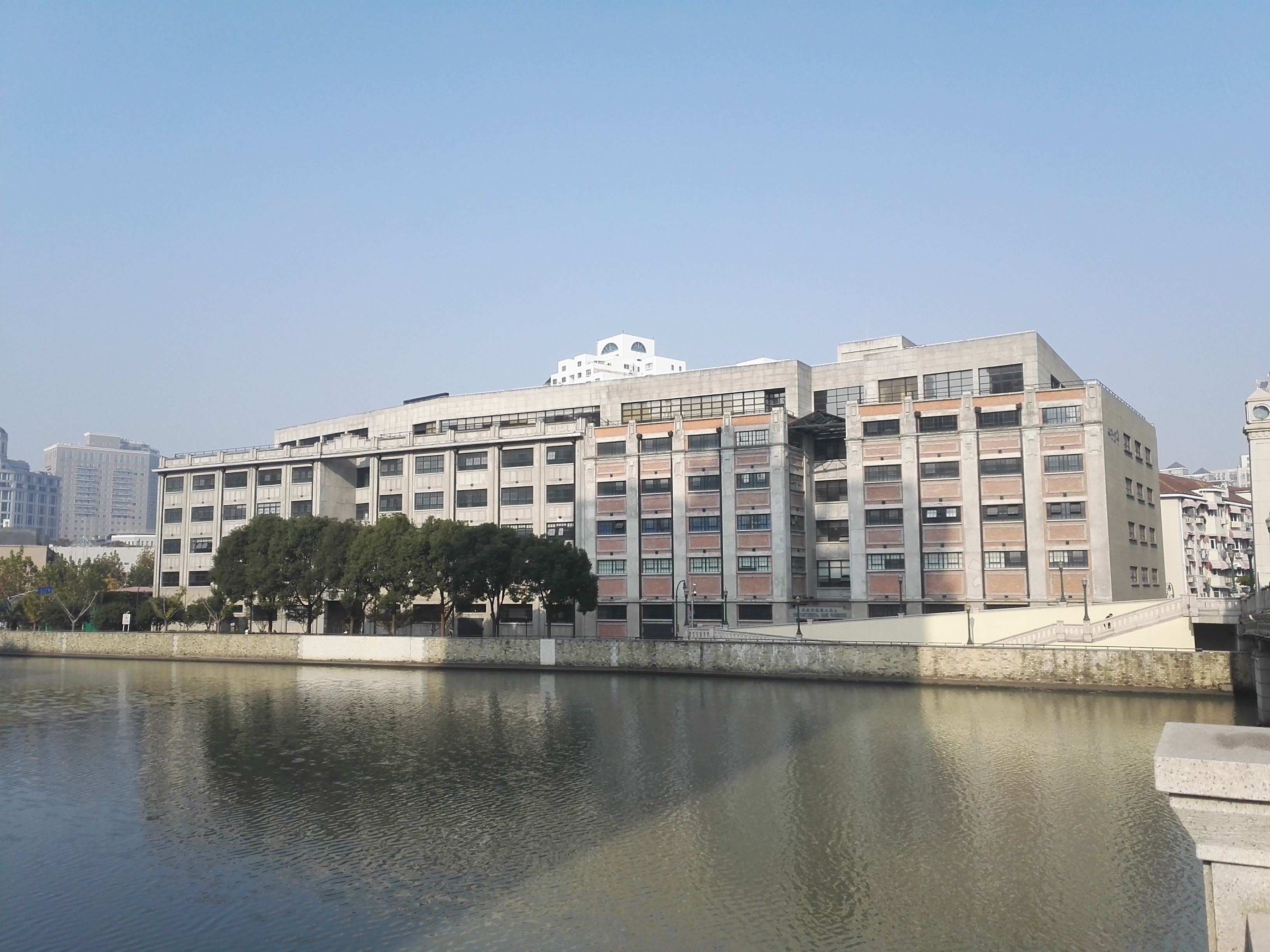
El almacén de Sihang desde el otro lado del río Suzhou, año 2018.
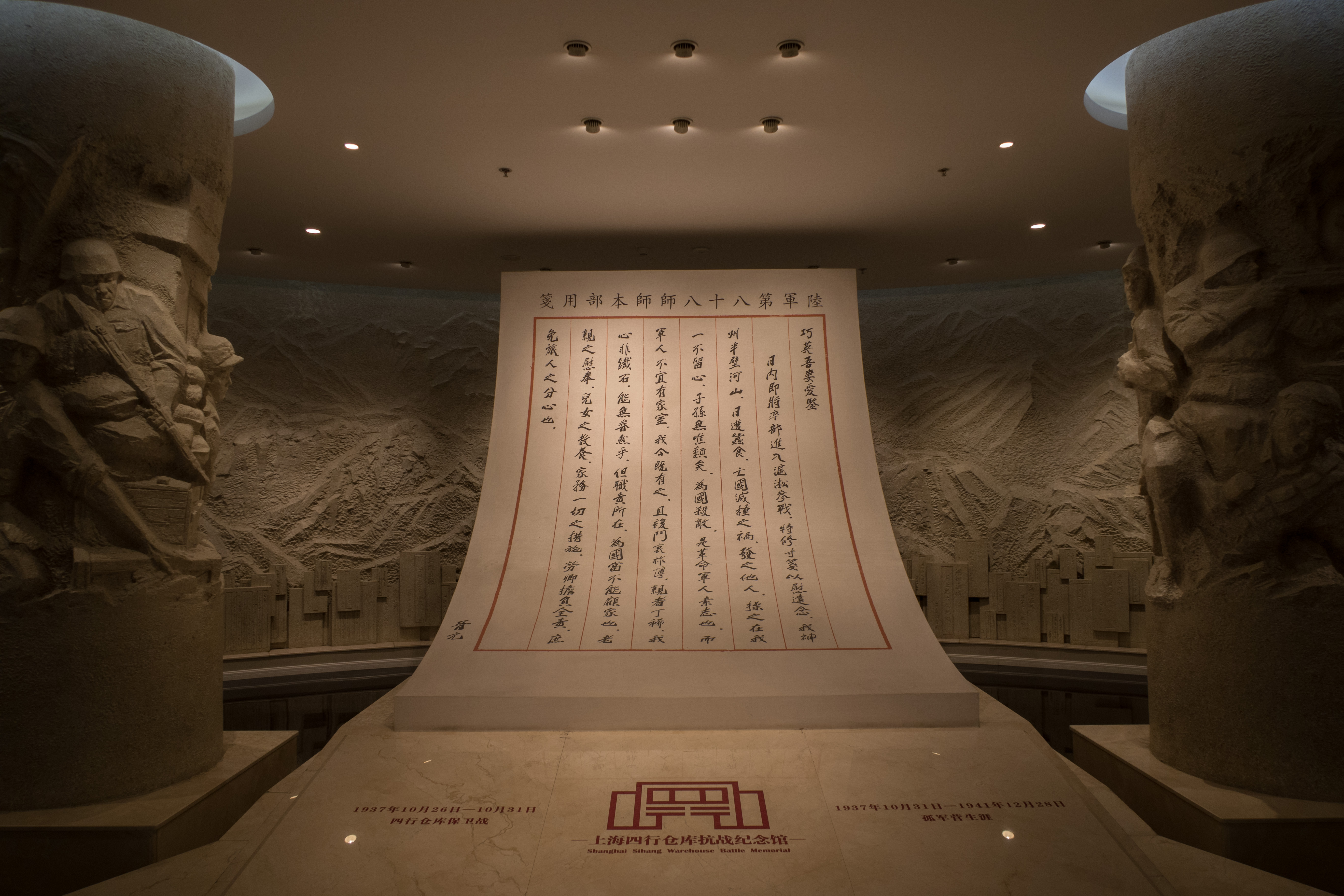
Memorial, año 2019.
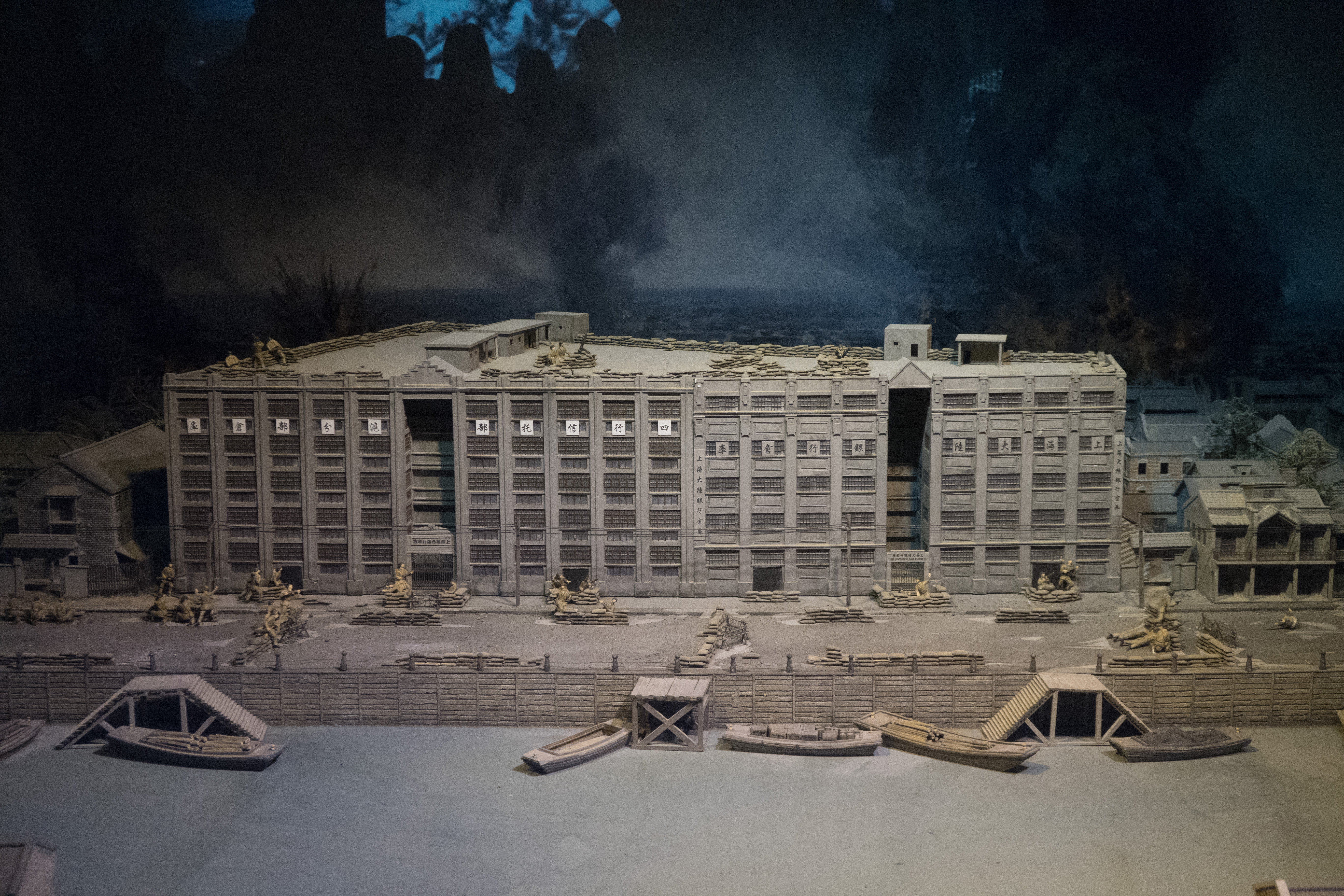
Maqueta de la batalla.

## En la cultura popular
La película de 2020 Los 800 de Guan Hu retrata la defensa numantina de los almacenes de Sihang.